# Chiesa della Natività di Maria Santissima (Gravere)
La chiesa della Natività di Maria Santissima, detta anche chiesa della Natività della Madonna, è la parrocchiale di Gravere, in città metropolitana di Torino e diocesi di Susa; fa parte della vicaria di Susa.

## Storia
Nel 1599 iniziò ad opera dell'elvetico Giovanni Battista Scala la costruzione della parrocchiale della Natività di Maria Santissima per adempiere a un voto fatto dai fedeli l'anno precedente durante un'epidemia di peste; i lavori, tuttavia, procedettero a rilento a causa dell'alluvione del 1601 e delle guerre che si combattevano in quegli anni e nel 1609 la chiesa fu consacrata e aperta al culto, sebbene non fosse ancora stata completata in ogni sua parte.
La torre campanaria venne eretta nel 1656; sempre nella seconda metà di quel secolo furono aggiunte la sagrestia e le due cappelle laterali.
Nel 1757 il ticinese Carlo Antonio Gienazi venne incaricato di provvedere all'ampliamento della chiesa; oltre un secolo dopo, nel 1885, si procedette al rifacimento della sagrestia.
Tra il 1904 e il 1905 l'interno fu risistemato e abbellito con nuove decorazioni per volere del prevosto don Natale Oliva; esattamente trent'anni dopo, nel 1934-35, si provvide a ricostruire in cemento armato la guglia del campanile e a restaurare la facciata.
Nel 1973 si procedette all'esecuzione dell'intervento di adeguamento liturgico secondo le usanze postconciliari mediante l'aggiunta dell'altare rivolto verso l'assemblea, la rimozione del pulpito e l'accorciamento delle balaustre.

## Descrizione

### Esterno
L'asimmetrica facciata a capanna della chiesa, rivolta a sudovest, presenta il portale d'ingresso, protetto da una tettoia a due spioventi e affiancato da dune finestrelle, e una trifora.
Annesso alla parrocchiale è il campanile a pianta quadrata, suddiviso in più registri da cornici marcapiano; la cella presenta una monofora per lato ed è coronata dalla guglia poggiante sul tamburo.

### Interno
L'interno dell'edificio si compone di un'unica navata, sulla quale si affacciano le cappelle laterali, introdotte da archi a tutto sesto, e le cui pareti sono scandite da lesene sorreggenti la trabeazione modanata e aggettante su cui si impostano le volte a botte e a crociera; al termine dell'aula si sviluppa il presbiterio, rialzato di due gradini, delimitato da balaustre e chiuso dall'abside di forma semicircolare.
Qui sono conservate diverse opere di pregio, tra le quali un Crocifisso, intagliato nel Seicento, un altare in marmo verde di Foresto e la raffigurazione della Madonna della Lona.